# Daniel Gruvaeus
Daniel Gruvaeus, född  20 augusti 1999 i Sverige, är en volleybollspelare (vänsterspiker). 
Gruvaeus började sin karriär i moderklubben Falkenbergs VBK. Under 2020 flyttade han till Frankrike för spel med AS Cannes, där han stannade under två år. 
Under första året vann laget Ligue A och blev franska mästare, medan de kom sist och åkte ur serien 2021/2022 (även om de lyckades vinna franska supercupen samma säsong). Efter de två åren i Frankrike gick han över till OK Partizan i Serbien. Med dem vann hann serbiska supercupen 2022. Sedan 2023 spelar han i Tyskland.
Daniels bror Johan är liksom honom professionell volleybollspelare.